# Хашимиты
Хашими́ты или Аль-Хашими́ (араб. الهاشميون في الأردن‎) — королевская династия на Ближнем Востоке, возводящая себя к Бану Хашим — потомкам Хашима ибн Абд Манафа (прадеда пророка мусульманской религии Мухаммеда).

## Династия Хашимитов в Мекке
- Абу Мухаммад Джафар ибн Мухаммад амир Мекки (966—980)
- Иса ибн Джафар амир Мекки (980—994)
- Абу-ль-Футух Хасан ибн Джафар амир Мекки (994—1010, 1012—1039)
- Абу-т-Таяд Дауд ибн Абд ар-Рахман амир Мекки (1010—1012)
- аш-Шукр Мухаммад ибн Хасан амир Мекки (1039—1061)
- Хамза ибн Ваххас амир Мекки (1061—1069)
- Абу Хашим Мухаммад ибн Джафар амир Мекки (1069—1094)
- Абу Фулайта Касим ибн Мухаммад амир Мекки (1094—1123)
- Фулайта ибн Касим амир Мекки (1123—1133)
- Иса ибн Фулайта амир Мекки (1133—1174)
- Дауд ибн Иса амир Мекки (1174—1175, 1176—1189)
- Мухаттхир ибн Иса амир Мекки (1175—1176, 1189—1194)
- Мансур ибн Дауд амир Мекки (1194—1201)
- Абу-ль-Азиз Катада ибн Идрис амир Мекки (1201—1220)
- Хасан ибн Катада амир Мекки (1220—1232)
- Раджих ибн Катада амир Мекки (1232—1241)
- Абу Саад Али ибн Катада амир Мекки (1241—1254)
- Абу Саид Хасан ибн Али амир Мекки (1254)
- Идрис ибн Катада амир Мекки (1254—1270)
- Абу Нумая Мухаммад ибн Хасан амир Мекки (1270—1301)
- Абу-р-Рада Румайтха ибн Мухаммад амир Мекки (1301—1303, 1318—1346)
- Хумайда ибн Мухаммад амир Мекки (1303—1318)
- Абу Сариа Аджлан ибн Румайтха амир Мекки (1346—1375)
- Шихаб ад-Дин Ахмад ибн Аджлан амир Мекки (1375—1386)
- Инан ибн Мугамис амир Мекки (1386—1387)
- Али ибн Аджлан амир Мекки (1387—1395)
- Мухаммад ибн Аджлан амир Мекки (1395—1396)
- Хасан ибн Аджлан амир Мекки (1396—1426)
- Баракат ибн Хасан амир Мекки (1426—1455)
- аль-Малик аль-Адил Мухаммад ибн Баракат амир Мекки (1455—1497)
- Абу-ль-Баракат Мухаммад ибн Мухаммад р. 1456, амир Мекки (1497—1501, 1501—1502, 1512—1525)
- Хазза ибн Мухаммад амир Мекки (1501)
- аль-Аджан Ахмад ибн Мухаммад амир Мекки (1503—1504)
- Хумайда ибн Мухаммад амир Мекки (1504)
- Каитбай ибн Мухаммад амир Мекки (1504—1512)
- Назим ад-Дин Абу Нумая Мухаммад ибн Мухаммад р. 1506, амир Мекки (1522—1539)
- Ахмад ибн Мухаммад р. 1525, амир Мекки (1539—1548)
- Хусайн ибн Мухаммад амир Мекки (1548—1566)
- Хасан ибн Мухаммад амир Мекки (1566—1575, (1589—1602)
- Абд аль-Мутталиб ибн Хасан амир Мекки (1575—1601)
- Абу Талиб ибн Хасан амир Мекки (1575—1589)
- Мухсин ибн Хусайн амир Мекки (1603—1629)
- Идрис ибн Хасан амир Мекки (1603—1624)
- Ахмад ибн Абд аль-Мутталиб амир Мекки (1628—1639)
- Масуд ибн Идрис амир Мекки (1629—1630)
- Абдуллах ибн Хасан амир Мекки (1630—1631)
- Зайд ибн Мухсин амир Мекки (1631—1666)
- Саад ибн Зайд амир Мекки (1666—1672, (1692—1694, 1695—1702)
- Ахмад ибн Зайд амир Мекки (1684—1688)
- Саид ибн Саад амир Мекки (1691—1692, (1702—1704, 1712—1716)
- Абдуллах ибн Хашим амир Мекки (1693)
- Абдуллах ибн Саид амир Мекки (1716—1718, 1724—1730)
- Мубарак ибн Ахмад амир Мекки (1720—1722, 1723—1724)
- Мухаммад ибн Абдуллах амир Мекки (1730—1732, 1733—1734)
- Масуд ибн Саид амир Мекки (1732—1733, 1734—1752)
- Мусаид ибн Саид амир Мекки (1750—1758, 1759—1770)
- Ахмад ибн Саид амир Мекки (1770—1773)
- Сурур ибн Мусаид р. 1737, амир Мекки (1773—1788)
- Галиб ибн Мусаид амир Мекки (1788—1803, 1803—1813)
- Абд аль-Муин ибн Аун амир Мекки (1803)
- Яхья ибн Сурур амир Мекки (1813—1827)
- Абд аль-Мутталиб ибн Галиб амир Мекки (1827—1828, (1852—1856, 1880—1882)
- Мухаммад ибн Абд аль-Муин р. 1768, амир Мекки (1828—1836, 1840—1852, 1856—1858)
- Абдуллах ибн Мухаммад амир Мекки (1858—1877, ум. 1909)
- Хусайн ибн Мухаммад амир Мекки (1877—1880)
- Абд аль-Илах ибн Мухаммад амир Мекки (1880—1882, 1908)
- Аун ар-Рафик ибн Мухаммад р. 1832, амир Мекки (1882—1905)
- Али ибн Абдалла р. 1859, амир Мекки (1905—1908)
- Хусейн ибн Али, р. 1854, амир Мекки 1908—1916, малик Хиджаза 1916—1924, халиф Хиджаза 1924, ум. 1931
- аль-Хайдар Али ибн Али (1866—1935), амир Мекки (1916—1935)

## Династия Хашимитов в Хиджазе
- Хусейн ибн Али, р. 1854, амир Мекки 1908—1916, малик Хиджаза 1916—1924, халиф Хиджаза 1924, ум. 1931
- Али ибн Хусейн, р. 1879, халиф Хиджаза 1924—1925, ум. 1935

## Династия Хашимитов в Ираке (1920—1958)
- Абдалла ибн Хусейн (1882—1951), малик Ирака (1920—1921), однако через год был отстранен в пользу своего младшего брата Фейсала, изгнанного из Сирии.
- Фейсал ибн Хусейн (1883—1933), малик Сирии (1920), малик Ирака (1921—1933)
- Гази ибн Фейсал (1912—1939), сын Фейсала I, малик Ирака (1933—1939)
- Фейсал ибн Гази (1935—1958), сын Гази, малик Ирака (1939—1958)

## Династия Хашимитов в Сирии (1920)
- Фейсал ибн Хусейн (1883—1933), малик Сирии (1920), малик Ирака (1921—1933)

## Династия Хашимитов в Иордании
- Абдалла ибн Хусейн (1882—1951), малик Ирака (1920—1921), эмир эмирата Трансиордании (Шарки аль-Урдуни, 1921—1946), малик Хашимитского королевства Трансиордания (1946—1949), малик Хашимитского королевства Иордания (1949—1951)
- Талал ибн Абдалла (1909—1972), малик Хашимитского королевства Иордания (1951—1952)
- Хусейн ибн Талал (1935—1999), малик Хашимитского королевства Иордания (1952—1999)
- Абдалла II ибн Хусейн (р. 1962), малик Хашимитского королевства Иордания с 1999 года

## ДНК-генеалогия
Согласно результатам ДНК исследования династия Хашимитов относится к гаплогруппе J.